# Sabanas de acacias del África Oriental
La sabana de acacias de África Oriental es una ecorregión incluida en la lista Global 200 del WWF y dentro de la ecozona afrotropical. Se trata de una región de sabana del África Oriental formada por tres ecorregiones:
- Sabana arbustiva de Kenia
- Pradera volcánica del Serengueti
- Sabana arbustiva de Tanzania